# Nakhon Phanom
Nakhon Phanom est une ville de la région Nord-Est de la Thaïlande, capitale de la province de Nakhon Phanom. Elle est située sur la rive occidentale du Mékong, en face de la ville laotienne de Thakhek. Les deux villes sont reliées depuis novembre 2011 par le troisième pont de l'amitié lao-thaïlandaise. La ville comptait 26 623 habitants en 2012.
L'aéroport de Nakhon Phanom a, selon la liste des codes AITA des aéroports/K, pour code KOP.

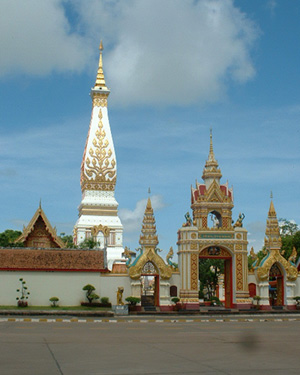
Le Vat Phra That Phanom, stûpa le plus important de la ville